# Château Haut-Brion

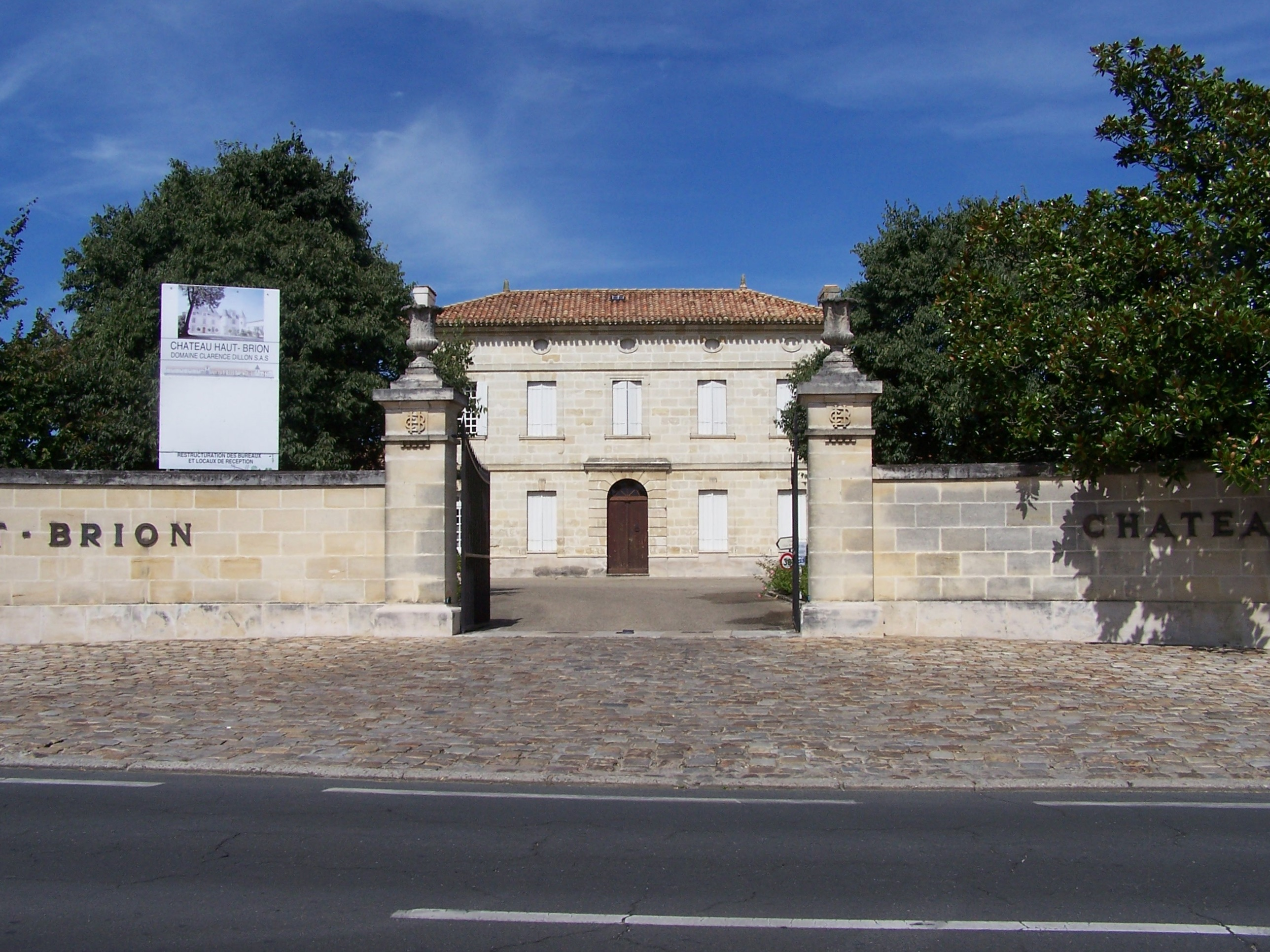
Haut-Brion

Het Château Haut-Brion is een beroemd wijngoed in Frankrijk. Het heeft de appellation Pessac-Léognan, een streek in Graves (Bordeaux), en ligt tussen Pessac en de stad Bordeaux in. Opmerkelijk is dat de wijngaard vrijwel volledig door de bebouwing van Bordeaux wordt omgeven. Verdere wijngoederen in de omgeving zijn Château Laville Haut-Brion, Château La Tour Haut-Brion en Château La Mission Haut-Brion (dit château is sinds 1983 van dezelfde eigenaar als Haut-Brion zelf). Het wijngoed wordt als een van de oudste wijngoederen beschouwd, omdat het al sinds de 17e eeuw onder de huidige naam bekend is.
Château Haut-Brion is geclassificeerd als Premier Grand Cru Classé volgens het classificatiesysteem voor Bordeauxwijn van 1855, en het is de enige met deze classificatie in de Graves. Het wijngoed omvat 42 hectare en er wordt ongeveer 45% cabernet sauvignon, 37% merlot en 17% cabernet franc aangebouwd. De tweede wijn van het wijngoed heette eerst  Bahans Haut-Brion en sinds 2007 "Clarence de Haut-Brion".
Haut-Brion wordt omschreven als krachtig, diep en vol in geslaagde jaren, romig en genuanceerd in goede jaren. De intensiteit van de wijn wordt gecombineerd met een overdaad aan speels fruit.
Als absolute topwijnen worden de wijnen uit 1926, 1928, 1945, 1949, 1953, 1955, 1959, 1961, 1982, 1989, 1990, 1996, 1998 en 2000, 2003, 2005, 2009, 2010, 2015 en 2016 beschouwd.
Het château brengt tevens een uitmuntende droge, witte wijn uit onder dezelfde naam Château Haut-Brion. Deze wijn wordt gemaakt van ongeveer 63 procent sémillon en 37 procent sauvignon blanc.

## Geschiedenis
Château Haut-Brion heeft al zeer lang een internationale reputatie. De kelderverslagen van de Engelse koning Karel II vermelden al dat maar liefst 169 flessen Hobriono (sic) werden geserveerd aan de koninklijke tafel. In 1663 schreef Samuel Pepys in zijn dagboek dat hij "een soort Franse wijn had gedronken die Ho Bryen heette en een goede en uiterst specifieke smaak had die ik nog nooit ben tegengekomen". Ook Thomas Jefferson prees de wijn tijdens zijn bezoek aan Bordeaux in 1787.

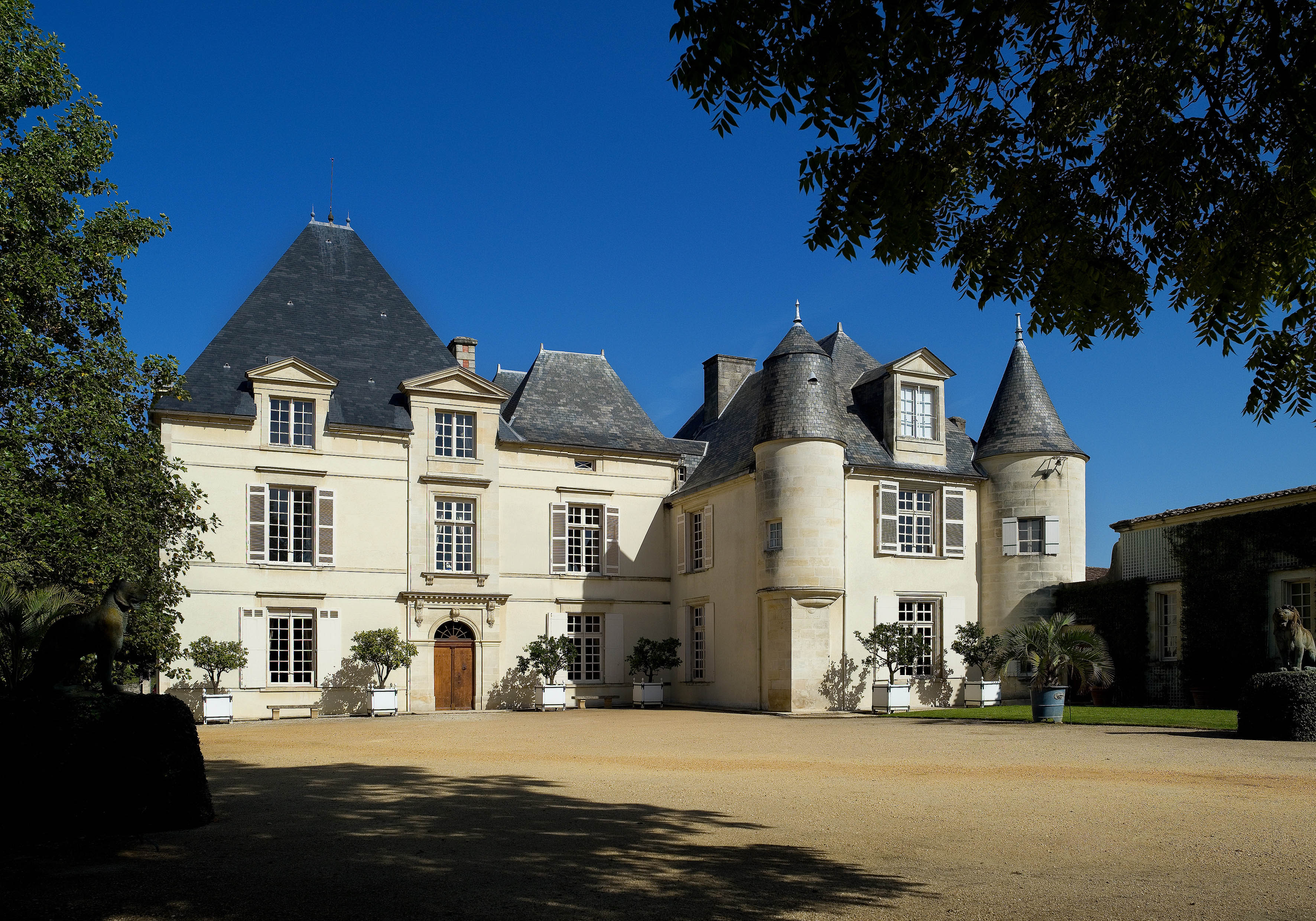
Landgoed Haut-Brion

Het landgoed was lange tijd ongedeeld eigendom van de familie Pontac, zeer rijke edellieden en belangrijke leden van het parlement van Bordeaux. Maar toen François-Auguste de Pontac in 1694 stierf, werd het domein in twee delen opgesplitst. Pas in 1840 - na veelvuldig van eigenaar te zijn gewisseld (een van degenen die het wijngoed kort in bezit hadden, was Charles-Maurice de Talleyrand van 1801 tot 1804) - kwam het domein weer in één eigendom, namelijk van Eugène Larrieu. Zijn familie behield het eigendom tot na de Eerste Wereldoorlog, maar na een moeilijke tijd en enkele niet zo succesvolle eigenaars, werd het château in 1935 gekocht door de Amerikaanse Clarence Dillon. Zijn kleinzoon, prins Robert van Luxemburg, heeft momenteel de leiding over het domein.
Een gedetailleerder en uitgebreider beschrijving van de geschiedenis van het château kan worden gevonden op de officiële site van Château Haut-Brion.